# 2006년 대한민국의 영화
다음은 2006년에 대한민국의 영화에 관한 서술한다.

## 박스 오피스
2006년 대한민국 내에서 개봉한 영화를 대상으로 한 대한민국 박스오피스 순위이다.
| 순위 | 제목                            | 개봉일자  | 관객수 (명) | 비고 |
| ---- | ------------------------------- | --------- | ----------- | ---- |
| 1    | 《괴물》                        | 7월 27일  | 13,019,740  |      |
| 2    | 《왕의 남자》                   | 12월 29일 | 11,461,335  |      |
| 3    | 《타짜》                        | 9월 28일  | 6,847,777   |      |
| 4    | 《투사부일체》                  | 1월 19일  | 6,105,431   |      |
| 5    | 《미션 임파서블 3》             | 5월 3일   | 5,740,789   |      |
| 6    | 《캐리비안의 해적: 망자의 함》  | 7월 6일   | 4,628,903   |      |
| 7    | 《한반도》                      | 7월 13일  | 3,880,308   |      |
| 8    | 《 미녀는 괴로워》              | 12월 14일 | 3,561,866   |      |
| 9    | 《다빈치 코드》                 | 5월 18일  | 3,339,082   |      |
| 10   | 《가문의 부활 - 가문의 영광 3》 | 9월 21일  | 2,598,859   |      |

## 이벤트 및 수상
- 제7회 전주국제영화제
- 제42회 백상예술대상
- 제10회 부천국제판타스틱영화제
- 제11회 부산국제영화제
- 제43회 대종상 영화제
- 제26회 한국영화평론가협회상
- 제27회 청룡영화상
- 제29회 황금촬영상
- 제5회 대한민국 영화대상
- 제14회 이천춘사대상영화제

## 같이 보기
- 2006년 영화
- 대한민국의 영화